# 10 cm K 04
10 cm Kanone 04 или 10 cm K 04 — 105-мм полевое орудие германской армии времён Первой мировой войны, второе в военной истории Германии тяжёлое артиллерийское орудие с современными на тот момент системами заряжания и гашения отдачи.

## Описание
10 cm K 04 поступило на замену устаревшим орудиям 10 cm K 99 и Lang 15 cm Kanone 92. В стандартной версии не было специального щита, однако в 1912 году был разработан вариант с большим щитом и рядом доработок. До конца войны в распоряжении рейхсвера было 32 таких орудия. Пушка могла перевозиться одним экипажем из шести лошадей, также её можно было разделить на две части и перевести на двух экипажах.

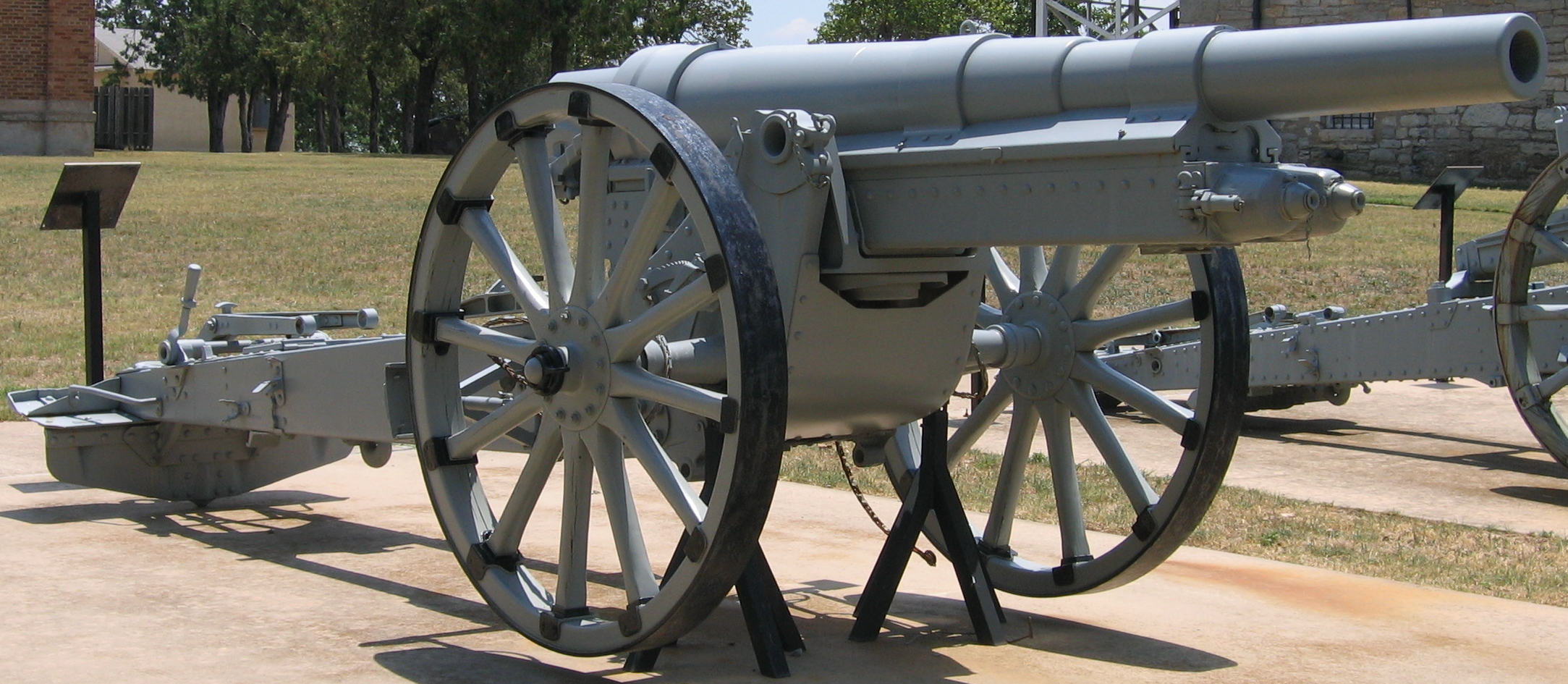